# Movimiento Popular Neuquino
El Movimiento Popular Neuquino (MPN) es un partido político argentino de actuación en la Provincia del Neuquén,  fundado el 4 de junio de 1961. Desde 1962 hasta 2023, ha ganado todas las elecciones para gobernador de Neuquén, ejerciendo como partido hegemónico de la provincia durante ese periodo. Tras la restauración de la democracia en 1983, el MPN ha encabezado ininterrumpidamente el ejecutivo neuquino, hasta las elecciones de 2023, en las que el partido perdió por primera vez en su historia.

## Origen
El origen del Movimiento Popular Neuquino en 1961, estuvo influido por dos grandes circunstancias: la creación de la Provincia del Neuquén y la proscripción del peronismo.
El antiguo territorio nacional de Neuquén fue elevado a la categoría de provincia por ley N.º 14.408 sancionada el 15 de junio de 1955, pocos meses antes del golpe de Estado que derrocó al Presidente Juan Perón y proscribió políticamente a los peronistas.
En ese contexto, los dirigentes peronistas locales, muchos de ellos intendentes depuestos por los militares (Agapito Cortez Rearte de Neuquén Capital, Alfonso Creide de San Martín de los Andes, Amado Sapag de Zapala, Miguel Ganem de Junín de los Andes, Emilio Pessino de Chos Malal y Felipe Sapag de Cutral-Có), así como los dirigentes sindicales petroleros, comenzaron a pensar en un mecanismo para poder participar de la actividad política de la nueva provincia, limitados como estaban a votar en blanco.
Se propuso entonces crear un partido que no tuviera una adscripción abierta al peronismo ni incluyera al expresidente Juan Perón (por entonces en el exilio) entre sus autoridades. Esta propuesta de «peronismo sin Perón», también conocida como neoperonismo fue rechazada por un sector, pero contó con la adhesión de quienes en definitiva serían los fundadores del MPN.
Se fundó el 4 de junio de 1961, en la casa de Amado Sapag, en la ciudad de Zapala y su primer presidente fue Elías Sapag.

## Acción política

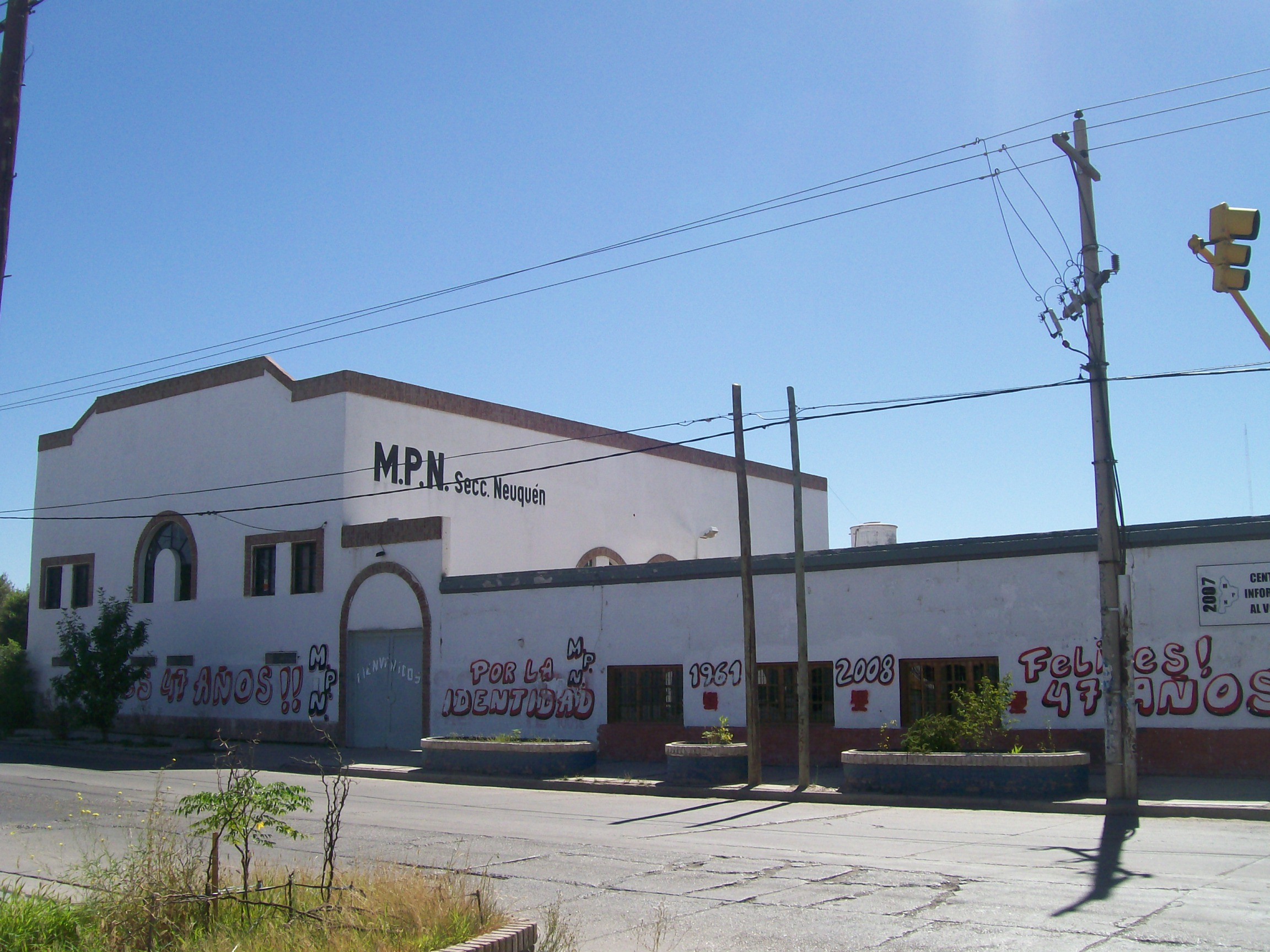
Sede del Movimiento Popular Neuquino en Neuquén (Capital).

La figura dominante del MPN en sus tres primeras décadas de existencia fue Felipe Sapag, miembro de un clan familiar de origen libanés de gran poder político y económico en la provincia.
Felipe Sapag resultó elegido gobernador en 1962 en las primeras elecciones en las que el MPN se presentó, pero el golpe de Estado  que derrocó a Frondizi dejó sin efecto la asunción al poder. Volvió a ganar en las elecciones de 1963, en las que Arturo Illia resultó elegido presidente, volviendo a ser derrocado por el golpe militar de 1966, encabezado por el General Juan Carlos Onganía. En 1970 el propio Onganía le propuso asumir como interventor de Neuquén, cargo que aceptó ejerciéndolo hasta 1972. En 1973 volvió a ganar las elecciones a gobernador, cuando Cámpora resultó elegido presidente, pero volvió también a ser derrocado con el golpe de Estado de 1976. Restablecida la democracia en 1983 nuevamente triunfó en las elecciones para gobernador, cuando Raúl Alfonsín lo hizo en las de presidente. Por primera vez terminó su mandato en 1987 resultando reelecto una vez más en 1995 hasta 1999.
Con el regreso de Perón a la Argentina y el retorno de la democracia en 1973, el MPN conducido entonces por Felipe Sapag rechazó las instrucciones de Perón de disolver el MPN, diciendo "los neuquinos nos hemos puesto los pantalones largos".
A partir de 1991 el MPN refleja la existencia de dos sectores: el expresado por Felipe Sapag y su familia, y el expresado por Jorge Sobisch. Sobisch ganó las internas de 1991, 1999 y 2003, en tanto los Sapag, ganaron los internas de 1995, 2007 y 2011.
El MPN ganó la gobernación de la provincia en todas las elecciones realizadas desde 1962: Felipe Sapag (1963-1966; 1973-1976; 1983-1987; 1995-1999), Pedro Salvatori (1987-1991), Jorge Sobisch (1991-1995; 1999-2003; 2003-2007), Jorge Augusto Sapag (2007-2011; 2011-2015) y Omar Gutiérrez (2015-2019; 2019-2023). Adicionalmente, Felipe Sapag fue designado como interventor por el gobierno dictatorial de carácter militar autotitulado Revolución Argentina entre 1970 y 1972.
En 2023, perdió las elecciones para el cargo de gobernador, lo que cual fue su primera derrota desde su fundación. 

## Carta orgánica
El movimiento Popular Neuquino tiene su carta orgánica, en ella está expresado en la Declaración de Principios y en el Programa de acción política, sus lineamientos políticos y sociales, además se determina la conformación de la estructura partidaria y el sistema electoral para la renovación de las autoridades del partido, definiendo los roles de las distintas categorías de autoridad y los derechos y obligaciones del afiliado.

## Representantes en el Congreso Nacional

### Diputados nacionales
| Bloque Movimiento Popular Neuquino Presidente: Luciana Ortiz Luna | Bloque Movimiento Popular Neuquino Presidente: Luciana Ortiz Luna | Bloque Movimiento Popular Neuquino Presidente: Luciana Ortiz Luna | Bloque Movimiento Popular Neuquino Presidente: Luciana Ortiz Luna |
| Nombre                                                            | Mandato                                                           | Mandato                                                           |                                                                   |
| Nombre                                                            | Inicio                                                            | Fin                                                               |                                                                   |
| ----------------------------------------------------------------- | ----------------------------------------------------------------- | ----------------------------------------------------------------- | ----------------------------------------------------------------- |
| Luciana Ortiz Luna                                                | 2023                                                              | 2025                                                              |                                                                   |

### Senadores nacionales
| Retrato | Nombre                | Bloque              | Mandato | Mandato |
| Retrato | Nombre                | Bloque              | Inicio  | Fin     |
| ------- | --------------------- | ------------------- | ------- | ------- |
|         | Carmen Lucila Crexell | Movimiento Neuquino | 2019    | 2025    |
|         | Silvia Sapag          | Union por la Patria | 2019    | 2025    |

## Resultados electorales

### Gobernador y Vicegobernador
|  | 50.18 % |

|  | 62.44 % |

|  | 49.80 % |

|  | 59.89 % |

|  | 55.26 % |

|  | 47.43 % |

|  | 52.10 % |

|  | 61.16 % |

|  | 44.20 % |

|  | 41.63 % |

|  | 38.55 % |

|  | 31.36 % |

|  | 27.76 % |

|  | 23.64 % |

|  | 18.26 % |

### Legislatura
|  | 48.46 % |

|  | 55.28 % |

|  | 49.80 % |

|  | 52.83 % |

|  | 47.20 % |

|  | 50.58 % |

|  | 60.26 % |

|  | 43.36 % |

|  | 40.77 % |

|  | 37.59 % |

|  | 29.60 % |

|  | 27.76 % |

|  | 24.14 % |

|  | 19.32 % |

### Legisladores nacionales

#### Diputados
|  | 0 % |

|  | 0 % |

|  | 0 % |

|  | 0 % |

|  | 34.47 % |

|  | 27.71 % |

|  | 45.54 % |

|  | 32.92 % |

|  | 50.55 % |

|  | 32.14 % |

|  | 34.65 % |

|  | 21.65 % |

|  | 43.67 % |

|  | 34.62 % |

|  | 45.10 % |

|  | 49.33 % |

|  | 25.76 % |

|  | 29.50 % |

|  | 32.35 % |

|  | 40.22 % |

|  | 16.59 % |

|  | 21.41 % |

|  | 20.77 % |

|  | 29.45 % |

|  | 7.97 % |

#### Senadores
|  | 35.59 % |

|  | 26.08 % |

|  | 40.22 % |

|  | 22.40 % |